# 聖盧伊斯德盧克馬區
6°17′38″S 78°36′13″W / 6.2939°S 78.6035°W
聖盧伊斯德盧克馬區（西班牙語：Distrito de San Luis de Lucma），是秘魯的一個區，位於該國北部卡哈馬卡大區的庫特爾沃省，始建於1929年4月8日，面積109.7平方公里，海拔高度1,850米，2005年人口4,119，人口密度每平方公里38人。